# Gambi (Somalia)
Der Berg Gambi ist ein Gipfel in Somalia. Er ist 1772 m hoch und befindet sich im Somali-Hochland in Nord-Somalia, südlich von Yufle.

## Geographie
Der Gambi ist ein eher flach ansteigender Gipfel. Er liegt östlich einer Straße, die von Erigabo im Norden über Yufle nach El Afweyn (arabisch الافوین) im Süden verläuft.